# Bojan Ljubenović
Bojan Ljubenović (Beograd, 12. avgust 1972) srpski je satiričar, aforističar i dečji pisac.

## Biografija
Rođen je 12. avgusta 1972. godine u Beogradu. Objavio je više od trideset knjiga za decu i odrasle. Dobitnik je 26 značajnih nagrada iz oblasti satiričnog i dečjeg stvaralaštva.
Urednik je rubrike "TRN" (Tako Reći Nezvanično) u "Večernjim novostima" i autor izdavačkih kuća "Laguna" i "Pčelica". Kolumnista je nedeljnika NIN, gde od početka 2024. godine piše satiričnu kolumnu "Kaldrma". Diplomirani je pravnik. Novinarstvom je počeo da se bavi 1998. godine u "Beogradskim novinama", gde objavljuje i svoje prve aforizme.
Od 1998. do 2010. godine radio je kao novinar u Službi za informisanje Skupštine grada Beograda. Istovremeno je sarađivao sa brojnim novinama i časopisima.
Od 2001. do 2003. godine pisao je kolumne za dnevni list „Borba“.
Aforizme počinje da objavljuje u „Beogradskim novinama“, a potom i u časopisima „Ošišani jež“, „Danga“, „Etna“.
Godine 2010. prelazi u „Večernje novosti“ na mesto urednika strane humora i urednika rubrike „Tako Reći Nezvanično – TRN“, gde radi i danas.
Njegovi aforizmi i priče prevođeni su na bugarski, mađarski, makedonski i italijanski, ruski, češki i slovački jezik.
Redovni je saradnik satiričnog elektronskog časopisa ETNA i satiričnog portala njuz.net. 
Član je Udruženja književnika Srbije i Beogradskog aforističarskog kruga.

## Privatni život
Oženjen je i otac dvoje dece. Živi i radi u Beogradu.

## Književne nagrade
- „Mladi jež 2000.“, za najboljeg mladog satiričara Jugoslavije na Jugoslovenskim danima humora i satire u Pljevljima, Crna Gora
- „Prva nagrada 2007.“, za najbolju kratku priču na „Šabačkoj čivijadi“
- „Vladimir Bulatović VIB 2007.“, nagrada lista „Politika“ za doprinos srpskoj satiri
- „Prva nagrada 2008.“, za najbolju kratku priču na „Šabačkoj čivijadi“
- „Jovan Hadži Kostić 2009.“, nagrada lista „Večernje novosti“ za novinsku satiru
- „Treća nagrada 2010.“, za aforizme na „Šabačkoj čivijadi“
- „Radoje Domanović 2010.“, nagrada Udruženja književnika Srbije za knjigu „Triput sečem i opet kratko“
- „Vuko Bezarević 2013.“, nagrada za najbolju satiričnu priču na Jugoslovenskim danima humora i satire u Pljevljima, Crna Gora
- „Letnji erski kabare Čajetina 2013.“, prva nagrada za dečje aforizme
- „Dragiša Kašiković 2014.“, za satirično stvaralaštvo
- „Treća nagrada 2014.“, za satiričnu priču na „Šabačkoj čivijadi“
- „Tipar 2015.“, nagrada za najbolju satiričnu knjigu na prostoru bivše Jugoslavije, za knjigu „Pisma iz Srbije“ , na Jugoslovenskim danima humora i satire u Pljevljima, Crna Gora
- „Radoje Domanović 2015.“, nagrada Udruženja književnika Srbije za knjigu „Pisma iz Srbije“
- „Interfer 2017.“, nagrada za novinsku reportažu na Internacionalnom festivalu novinskih reportaža
- „Zlatna značka 2018.“ Kulturno-prosvetne zajednice Srbije
- „Zlatna vijuga 2018“, na Festivalu humora i satire „Kriva Drina“ u Zvorniku (BiH)
- „Aforističar godine 2018“, prva nagrada na festivalu Letnji erski kabare u Čajetini
- „Dositejevo pero“, za najbolju dečju knjigu u 2017. godini – „Luna, mala teniserka“
- „Laza Kostić 2018″, nagrada Udruženja novinara Srbije za novinsku satiru
- „Satirično pero 2019“, nagrada na 16. Međunarodnom festivalu satire Bijeljina 2019, (Bosna i Hercegovina)
- „Rade Jovanović 2020.“, nagrada za najbolju knjigu aforizama u 2019. godini, za knjigu „Protivotrov“.
- „Dositejevo pero 2020.“, druga nagrada za najbolju dečju knjigu u 2019 godini – „Avanture u šumskoj školi“.
- „Zlatna kaciga 2021.“, prva nagrada za aforizme na 29. Festivalu humora i satire „Zlatna kaciga“, Kruševac
- „Aforističar godine 2021, treća nagrada na festivalu Letnji erski kabare u Čajetini
- "Dositejevo pero 2022.", treća nagrada za knjigu "Baksuz Srećko i njegove nevolje"
- "Aforističar godine 2023.", treća nagrada na festivalu Letnji erski kabare u Čajetini.
- "Zoran T. Popović 2023.", nagrada na festivalu "Žaoka" u Kačarevu za aforizme za decu
- Prva nagrada za aforizme na "Šabačkoj čivijadi 2024."
- Nagrada "Aleko 2024", Bugarska, međunarodna nagrada za doprinos satiri i priču "Poreklo"

## Dela
Bojan Ljubenović svoju prvu priču „Oči“ objavljuje u knjizi „Legenda za upućene“ (B92, 1992. godine) na konkursu za najbolju antirantnu priču. Potom slede knjige:
- „Pisma iz Beograda“, aforizmi (Gutembergova galaksija, 1998. god.)
- „Pocepani suncobran“, aforizmi o deci (Gutembergova galaksija, 2002. god.)
- „“, aforizmi o Beogradu (EPP, 2006. god.)
- Koautor knjige „Metafore dr. Zorana Đinđića“ (EPP, 2004. god.)
- „Triput sečem i opet kratko“, satirične priče (EPP, 2009. god.)
- „Smejalice“, aforizmi za decu i detinjaste („Pčelica“ 2012.god)
- „Ljubav za poneti“, aforizmi o ljubavi („Binder“, 2013.)
- „Pisma iz Srbije“, (EPP, 2014.)
- „Trn u oku“, politički aforizmi (EPP, 2015.)
- „Knjiga za zaljubljene dečake“, „Knjiga za zaljubljene devojčice“ („Pčelica“ 2015.)
- „Crvena zvezda, moj fudbalski klub“, „Partizan, moj fudbalski klub“ („Laguna“ 2016)
- „Pisma iz Srbije“ (dopunjeno izdanje), „Laguna“ 2016.
- „Uki, mali fudbaler“, roman za decu („Pčelica“, 2017).
- „Luna, mala teniserka“, roman za decu („Pčelica“, 2017).
- „Vuk, mali glumac“, roman za decu („Pčelica“, 2017).
- „Zanimljivi bukvar sa istorijskom čitankom za decu u rasejanju“(koautor, EPP, 2018.)
- „Ljubav za poneti“, aforizmi o ljubavi, dopunjeno izdanje (EPP, 2018.)
- „Naši fudbaleri na Mundijalima“, sportska knjiga za decu („Pčelica“, 2018. )
- „Srbijo, Bog ti pomogo“, satirični roman („Laguna, 2018.“)
- „Šlajfna bez karaktera“, aforizmi o medijima (Narodna biblioteka Zvornik 2019.)
- „Avanture u šumskoj školi“, romančić za decu („Pčelica, 2019.)
- „Protivotrov“, politički aforizmi (EPP, 2019.)
- „Zanimljivi bukvar“ (Mala Laguna, 2019.)
- "Priče iz ormana" (zastupljen jednom pričom u lektiri za drugi razred, izdavač "Pčelica 2019.")
- „Crvena zvezda, moj fudbalski klub“, „Partizan, moj fudbalski klub“, dopunjena izdanja („Laguna“ 2020.)
- „Mala ilustrovana istorija Srbije“, (slikovnica, „Pčelica 2020.)
- "Pupak Balkana" (zastupljen jednom pričom u zbirci priča posvećenih Lapovu, izdavač Biblioteka "Slovo", Lapovo, 2020.)
- „Da je bolje ne bi valjalo“, (roman, „Laguna“ 2021.)
- "Baksuz Srećko i njegove nevolje" (roman za decu, Pčelica, 2021.)
- "Otkačena škola" (aforizmi za decu, Mala Laguna 2021.)
- "Pisma iz Srbije", objavljena u Rusiji, izdavačka kuća "Gusenica", Tomsk, 2022.)
- "Ništa nije smešno" (satirične priče, "Laguna" 2022.)
- "Tajne dedinog kofera" (roman za decu, "Laguna 2022.)
- "Naši fudbaleri na Mundijalima - od Urugvaja do Katara" ("Pčelica", 2022.)
- "Srbin kojekude" ("Laguna 2023.)[1]
- "Kiki i Cole, najbolji neprijatelji" (knjiga za decu, Mala Laguna 2023.)
- "Potraga za zlatnom strelom" (nastavak romana "Tajne dedinog kofera", Mala Laguna 2024.)
- "Priče sa jastuka" (knjiga za decu, "Pčelica", Čačak 2024.)
- "Zemlja nojeva" (politički aforizmi, "Evropski pokret prijateljstva" 2025.)
- "Heroji plavog dana" (nastavak romana "Tajne dedinog kofera" i "Potraga za zlatnom strelom", Mala Laguna 2025.)

## Pozorište
Bojan Ljubenović napisao je scenario za monodramu „Ima jedna zemlja“ po motivima knjige „Pisma iz Srbije“ koju od 2014. godine izvodi zrenjaninski glumac Jovica Jašin.
Po njegovoj knjizi "Srbijo, Bog ti pomogo" glumac Janko Radišić igra monodramu "E, moj Todore".
Autor scenarija za dečju pozorišnu predstavu „Moja divna, luda porodica“, (po motivima knjige „Smejalice“), koju je ustupio na besplatno korišćenje osnovnim školama u Srbiji i Crnoj Gori.
Za potrebe Novogodišnjeg programa Radio-televizije Srbije 2020/21. godinu napisao je serijal humorističkih skečeva pod nazivom "Nezvani gosti".
U cilju promovisanja "Akov rakije" napisao je scenario za skečeve u kojima je glumio Nebojša Milovanović.
Godine 2022. napisao je pozorišnu predstavu za decu "Poslala me mama", čija premijera je izvedena 9. juna 2022 u KC Čukarica. Igraju Maja Kaludžija Zoroe i Stefan Uroš Tešić.
Godine 2022. napisao je pozorišnu monodramu za decu "Deda Mrazove nevolje", koju igra Jovica Jašin.

## Spoljašnje veze
- www.bojanljubenovic.com
- "Ima jedna zemlja...": Ko je napisao najtačniji tekst o Srbiji (B92, 14. maj 2017)
- Dnevnik seljaka Todora Trajkovića („Politika”, 24. novembar 2018)
- Satira je kao operacija katarakte („Politika”, 6. mart 2023)